# Heinrich-Hermann Ulrich

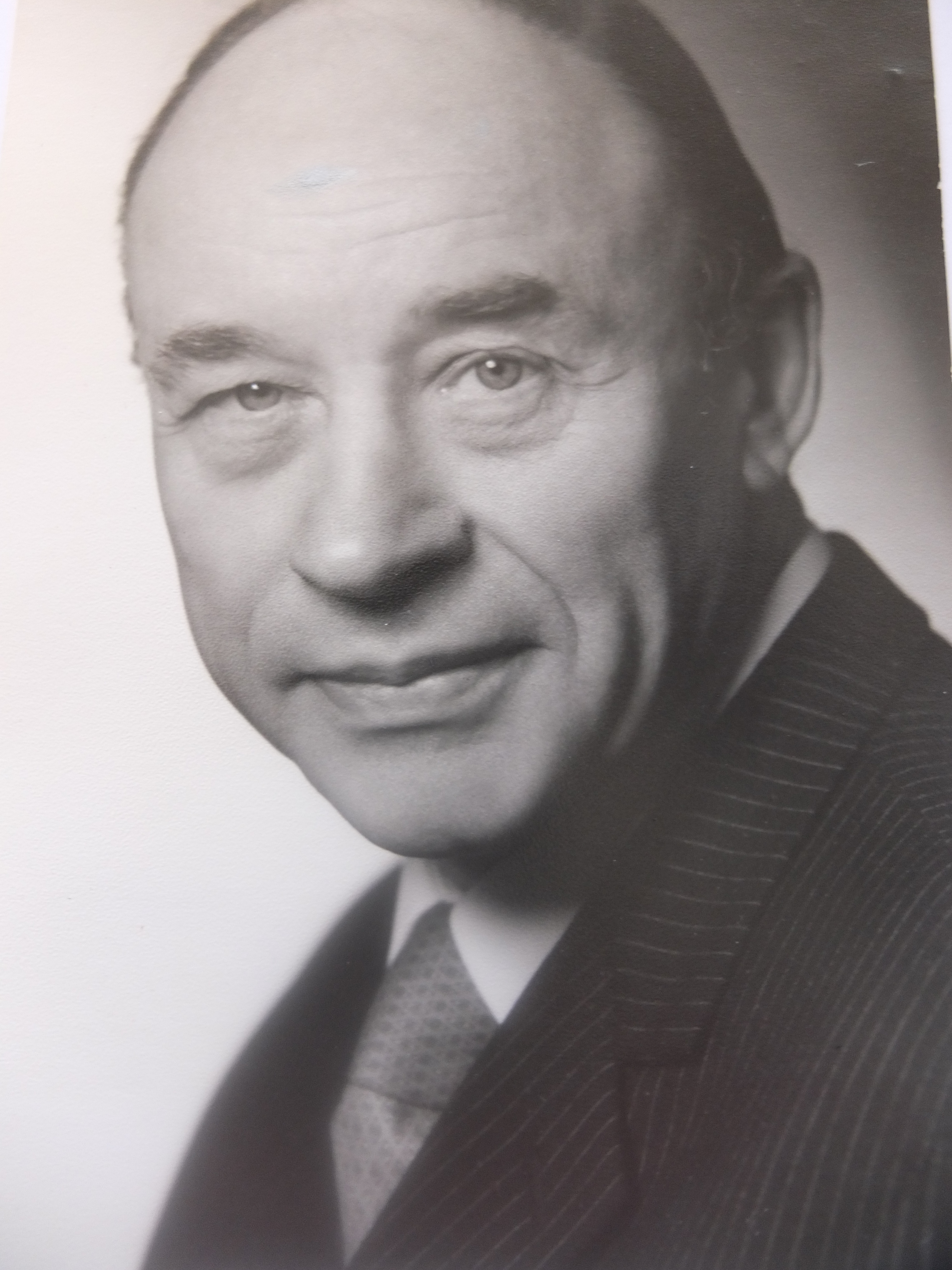
Heinrich-Hermann Ulrich

Heinrich-Hermann Otto Fritz Kurt Ulrich (* 14. Juli 1914 in Schmedenstedt; † 10. November 1983 in Stuttgart) war ein deutscher evangelischer Theologe und Pfarrer. Er war von 1957 bis 1981 Direktor der Theologischen Abteilung im Diakonischen Werk und von 1951 bis 1981 Generalsekretär der Arbeitsgemeinschaft Missionarische Dienste (AMD). Er hatte maßgeblichen Einfluss auf die theologische Ausrichtung in der Diakonie.

## Leben und Wirken
Heinrich-Hermann Ulrich war der Sohn des Schulrektors Hermann Ulrich und dessen Ehefrau Margarethe, geborene Renk.
Nach dem Abitur 1933 in Wolfenbüttel studierte Ulrich Theologie in Bethel, Königsberg, Marburg und Erlangen. 1938 legte er sein erstes theologisches Examen in Wolfenbüttel ab und absolvierte ein halbjähriges Vikariat. Noch im selben Jahr wurde er zum Kriegsdienst in die Wehrmacht eingezogen und an der Front in Frankreich und Russland eingesetzt, zuletzt als Oberleutnant und Batteriechef, wie er in der Kirchenchronik vermerkte. Nach dem zweiten theologischen Examen im April 1940 wurde er ordiniert und erhielt die Kirchengemeinde Berel im Kreis Wolfenbüttel zugewiesen, in der er im Urlaub predigte.
1945 heiratete er in Österreich die aus der Steiermark (heute Slowenien) stammende Brigitte Heiss.
Nach dem Ende des Zweiten Weltkrieges war Ulrich als Pfarrer in seiner Bereler Gemeinde tätig. Er engagierte sich im Pfarrernotbund, später Bareler Kreis. Er bildete eine „Kerngemeinde unter dem Wort“ mit regelmäßigen Bibelstunden und Gebetskreisen. Er gründete ein Ev. Hilfswerk, nahm sich der Flüchtlinge an.
Von 1950 bis 1956 war Ulrich Pfarrer der Inneren Mission in Braunschweig. 1951 wurde er als Leiter in das Amt für Volksmission der Braunschweigischen Landeskirche berufen. Kurz darauf wurde er als Nachfolger von Carl Gunther Schweitzer Geschäftsführer der Arbeitsgemeinschaft für Volksmission (AGfVM). 1956 war er theologischer Referent (Abteilungsleiter für Volksmission) im Central-Ausschuß für die Innere Mission in Bielefeld-Bethel. 1957 wurde er beigeordneter Direktor, später Direktor der Theologischen Abteilung der Hauptgeschäftsstelle des Werkes Innere Mission und Hilfswerk der Evangelischen Kirche in Deutschland (EKD) – seit 1975 Diakonisches Werk der EKD – mit Sitz in Stuttgart.
1957 wurde Ulrich an der Theologischen Fakultät der Christian-Albrechts-Universität in Kiel promoviert. Als Promotionsschrift wurde sein 1955 erschienenes Buch Die Kirche und ihre missionarische Aufgabe angenommen – eine von der Studienabteilung des Ökumenischen Rates der Kirchen in Genf bei Ulrich in Auftrag gegebene Darstellung der Evangelisationsarbeit in Deutschland.
Ulrich ist vom Central-Ausschuß für Innere Mission eigens als theologischer Referent bestimmt worden, um auf die theologische Herausforderung durch das Hilfswerk angemessen antworten zu können. Innere Mission und Evangelisches Hilfswerk schlossen sich 1957 zum Werk Innere Mission und Hilfswerk der EKD zusammen, woraus 1975 das Diakonische Werk der EKD hervorging. Von 1957 bis 1973 leitete Ulrich innerhalb der Theologischen Abteilung (Hauptabteilung 1) die Hauptabteilung 1b als „beigeordneter Direktor“. Ziel der Arbeit in der Hauptabteilung 1b war es, das volksmissionarische Anliegen der Inneren Mission nach der Fusion mit dem Hilfswerk aufrechtzuerhalten und weiterhin zur Geltung zu bringen. Hier setzte sich die jahrelange Tradition der Volksmission fort. Die Hauptabteilung 1a, die in der Tradition des Evangelischen Hilfswerks stand, wurde von Hans Christoph von Hase geleitet. Nach dessen Ausscheiden übernahm Ulrich die Gesamtleitung der Theologischen Abteilung und führte sie bis 1981.
Ulrich war von 1951 bis 1981 Generalsekretär der Arbeitsgemeinschaft für Volksmission (AGfVM) – seit 1965 Arbeitsgemeinschaft Missionarische Dienste (AMD) – in Stuttgart. Nach Hartmut Bärends Urteil war Ulrich eine der bedeutendsten Persönlichkeiten, die die AMD je hatte. Fast 30 Jahre lang prägte er die Arbeit in der AGfVM/AMD maßgeblich. Seine Lebensleistung sei nur mit der von Gerhard Füllkrug vergleichbar, der viele Jahre zuvor fast ebenso lange für die Volksmission tätig war. Laut Bärend habe Ulrich insbesondere für die theologische Grundlegung der Volksmission „Enormes geleistet“.
Ulrich vertrat die Evangelische Kirche in Deutschland (EKD) in Fragen der Missionstätigkeit beim Ökumenischen Rat der Kirchen (ÖRK, auch Weltkirchenrat) in Genf. Er war von 1960 bis 1981 Generalsekretär der Evangelischen Konferenz für Telefonseelsorge (EKTS). Außerdem war er von 1962 bis 1982 Mitglied des Fernsehrates des ZDF.
1962 war er als Kurprediger auf der italienischen Insel Capri tätig.
Ulrich schrieb Bücher und zahlreiche Artikel, zumeist Beiträge zur Arbeit und zu Problemen in Kirche, Diakonie, Mission und Ökumene mit einer starken Ausrichtung auf die praktische Missionstätigkeit.
Ab 1953 war Ulrich langjähriger Chefredakteur der Zeitschrift Das missionarische Wort: Organ der Arbeitsgemeinschaft für Volksmission (auch Das missionarische Wort. Zeitschrift für Verkündigung und Gemeindeaufbau), die beim Christlichen Zeitschriftenverlag und später beim Schriftenmissions-Verlag erschien. Zudem war er im Auftrag des Präsidiums des Diakonischen Werkes – Innere Mission und Hilfswerk – der EKD Herausgeber der Zeitschrift Das Diakonische Werk.
Er war Mitglied der Pfarrer-Gebetsbruderschaft (PGB) (heute Pfarrerinnen- und Pfarrer-Gebetsbund).
Ulrich starb 1983 im Alter von 69 Jahren und wurde auf dem Ostfilderfriedhof in Stuttgart-Sillenbuch beigesetzt.

## Familie
Mit Brigitte Ulrich, geborene Heiss (* 1925; † 2023), hatte Heinrich-Hermann Ulrich vier Söhne – Matthias Ulrich (* 1950; † 2024) war Schriftsteller und Maler.
Karl Kettler, Direktor der Firma „Der Westfale“, Verlag und Druckerei, war sein Onkel (Halbbruder seines Vaters).
Während der 1960er Jahre wurde Heinrich-Hermann Ulrich von seiner Cousine, der Sprachwissenschaftlerin Gertrud Pätsch, für das Ministerium für Staatssicherheit der DDR ausgehorcht.

## Theologie in der Diakonie
Die Theologin Annegret Reitz-Dinse beschreibt, wie die beiden Direktoren der Theologischen Abteilung, Hans Christoph von Hase und Heinrich-Hermann Ulrich, die theologische Ausrichtung der Diakonie prägten, nachdem Innere Mission und Hilfswerk zum Diakonischen Werk der EKD fusioniert waren. Demnach habe sich die von Ulrich angestrebte theologische Richtung in der Diakonie langfristig stärker durchsetzen können. Ulrichs Einfluss sei darauf zurückzuführen, dass er als Generalsekretär der Arbeitsgemeinschaft für Volksmission etwa 100 verschiedene volksmissionarische Verbände repräsentiert habe und somit persönlich mächtiger gewesen sei als von Hase. Zudem habe sich seine theologische Prägung als flexibler und dadurch beständiger gegenüber den Veränderungen, die auf das neue Werk zukommen sollten, erwiesen.
Ulrich hatte maßgeblichen Anteil an der Gründung und Organisation der Telefonseelsorge in Deutschland. Nach seiner Auffassung erweise sich die Kirche „nur dann als heilbringende Gemeinschaft, wenn sie im Dialog mit der Zeit das wirkliche Evangelium in die wirkliche Tagesordnung der Welt einbringt und keine zeitlosen Wahrheiten verkündet, die an den Fragen und Mangelsituationen der Menschen vorbeigehen.“
Nikolas Luhmanns These, die Diakonie vermittle zwischen dem religiösen System und sozialstrukturellen Problemen, stimmte Ulrich zu. Er schrieb: „Als praxisbezogenes Handeln betritt der Glaube in Gestalt der Liebe den sozialen Raum und wirkt sich in Gestaltungsproblemen des sozialen Lebens vielschichtig aus. Damit erweist sich Diakonie als ein Amalgamisierungsprozess zwischen Glauben, der in der Liebe tätig ist (Paulus Gal 5,6), und den Alltagsproblemen des sozialen Handelns, die dem Christen oder der Kirche im Kontext ihrer Lebenswirklichkeit begegnen.“ (H.-H. Ulrich)
Vor dem theologischen Hintergrund der missionarischen Tradition galt Ulrichs Interesse der einzelnen Person und ihrer Situation – als Objekt der christlichen Zuwendung, aber vor allem als Subjekt des Glaubens. Einem Menschen, so Ulrich, sei noch keineswegs im Vollsinn geholfen, wenn ein Notstand beseitigt sei.

„Wird eine Evangelisation, die auf die Anrede des Einzelnen und seine persönliche Entscheidung verzichtet, nicht notwendig Propaganda und Proselyten - Macherei? Es gibt durchaus die Möglichkeit, Menschen für die Sache der Kirche zu gewinnen, ohne, dass sie vom Evangelium wirklich überwunden sind. Man kann auch das Evangelium als Weltanschauung übernehmen, ohne von ihm persönlich besiegt und erneuert zu sein. Um dieser Gefahren willen sind wir in der Volksmission bemüht, unser Zeugnis auszurichten, dass es auf den Einzelnen zielt und ihn zur Entscheidung herausfordert. Ein Tropfen Entscheidung ist mehr wert als ein Ozean von Sympathie. Wo ein Einzelner zur Entscheidung kommt, fasst das Evangelium Fuß auf der Welt und bringt Frucht. Die Fülle der Beispiele für diesen Vorgang in der inneren und äußeren Mission sind ohne Zahl“

.

## Veröffentlichungen
- Die Kirche und ihre missionarische Aufgabe, Tatsachen und Probleme der Evangelisation in Deutschland. Christlicher Zeitschriftenverlag, Berlin 1955.
- Botschaft zum Leben, – Handreichung für eine Evangelisation über die Zehn Gebote. Christlicher Zeitschriftenverlag, Berlin 1957.
- H.-H. Ulrich (Hrsg.) & Joachim Heubach (Hrsg.): Sammlung und Sendung. Vom Auftrag der Kirche in der Welt. Christlicher Zeitschriftenverlag, Berlin 1958.
- (Englisch) Evangelism in Germany. World Council of Churches by the United Society for Christian Literature, Lutterworth Press, London 1958.
- Das Verhältniss von Mission und Diakonie um Handeln der Kirche. In: Sammlung und Sendung. Christlicher Zeitschriftenverlag, 1958.
- Auf dem Wege zu einer missionierenden Kirche. Strukturwandel der Volksmission. Christlicher Zeitschriftenverlag, Berlin 1962.
- Seelsorge im modernen Tourismus. Schriftenmissions-Verlag, Gladbeck/Westf. 1962.
- Erwachsenenkatechumenat. Lutherisches Verlagshaus, Berlin 1964.
- Die ökumenische Diskussion über eine Theologie der missionarischen Verkündigung. Sonderdruck aus Wort in Welt – Festgabe für Viktor Schurr, 1968.
- Das Heil der Welt heute. Studienmaterial zur Weltmissionskonferenz 1972/73. Schriftenmissions-Verlag, Gladbeck/Westf. 1972, ISBN 978-3-7958-0291-2.
- (Hrsg.) Auftrag und Dienst der Volksmission. Arbeitsgemeinschaft für Volksmission, Stuttgart 1974.
- (Zeitschriftenartikel) Die Herausforderung von Bangkok. In: Theologische Beiträge (hrsg. von der Pfarrer-Gebetsbruderschaft (PGB)), Nr. 5/1974, Theologischer Verlag Rolf Brockhaus, S. 25–36. Digitalisat
- Missionarische Existenz heute. Studienreihe für Verkündigung und Gemeindeaufbau, Heft 6. Schriftenmissions-Verlag, Gladbeck/Westf. 1975 ISBN 978-3-7958-0330-8.
- (Hrsg.) Diakonie in den Spannungsfeldern der Gegenwart. Herausforderung und Antwort. Festschrift für Theodor Schober. Quell-Verlag, Stuttgart 1978, ISBN 978-3-7918-2042-2.
- Evangelisation in der Volkskirche. Calwer Verlag, 1980.
- „Glaube, der in der Liebe tätig ist“ – zur Frage nach der Identität der Diakonie. In: Theodor Schober/Horst Seibert (Hrsg.): Theologie – Prägung und Deutung der kirchlichen Diakonie. Verlagswerk der Diakonie, Stuttgart 1982.
- H.-H. Ulrich (Hrsg.), Helmut Burkhardt (Hrsg.) und Peter Helbich (Hrsg.): Handbuch Christlicher Glaube. Eine umfassende, übersichtliche und zuverlässige Einführung. Brockhaus R. Verlag GmbH, 1985, ISBN 978-3-417-24601-8.